# 克吕特
克吕特（法語：Kruth，法語發音：[kʁyt] ⓘ）是法国上莱茵省的一个市镇，属于坦恩-盖布维莱尔区。

## 地理
克吕特（47°55'51"N, 6°57'50"E）面积22.06 平方千米，位于法国大東部大區上莱茵省，该省份为法国东部内陆省份，是阿尔萨斯的一部分，今与下莱茵省组成了阿尔萨斯欧洲集体，其北临下莱茵省，西接孚日省，西南接贝尔福地区省，东侧沿莱茵河与德国相望，南与瑞士接壤。
与克吕特接壤的市镇（或旧市镇、城区）包括：梅泽拉尔、维尔登什泰因、奥德伦、费勒林、文特龙、科尔尼蒙。

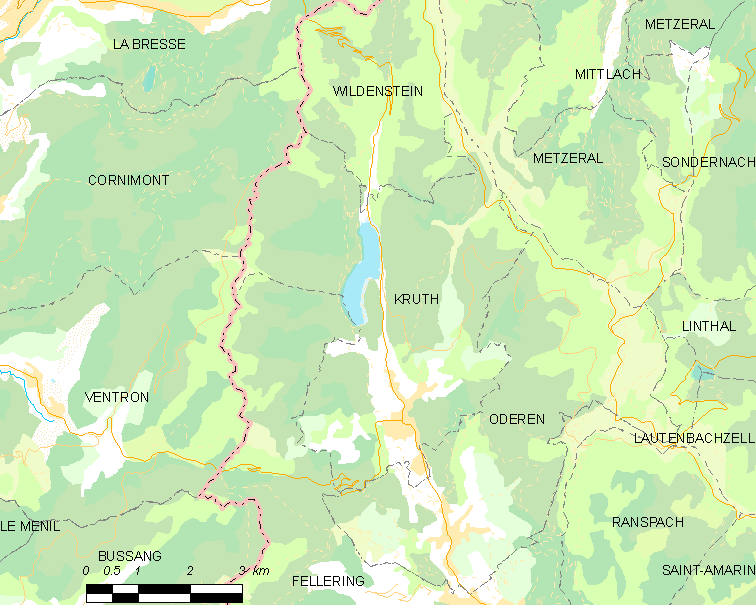
克吕特的OSM定位图

克吕特的时区为UTC+01:00、UTC+02:00（夏令时）。

## 行政
克吕特的邮政编码为68820，INSEE市镇编码为68171。

## 政治
克吕特所属的省级选区为塞尔奈县。

## 人口

1962-2008年间克吕特人口变化图示

克吕特于2022年1月1日时的人口数量为883人。